# 7月3日
7月3日（しちがつみっか）は、グレゴリオ暦で年始から184日目（閏年では185日目）にあたり、年末まではあと181日ある。

## できごと

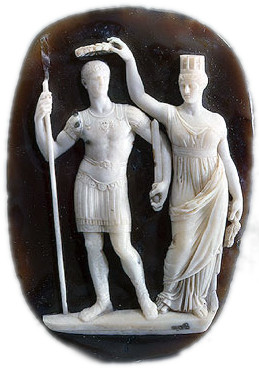
アドリアノープルの戦い（324）画像はコンスタンティヌス1世。

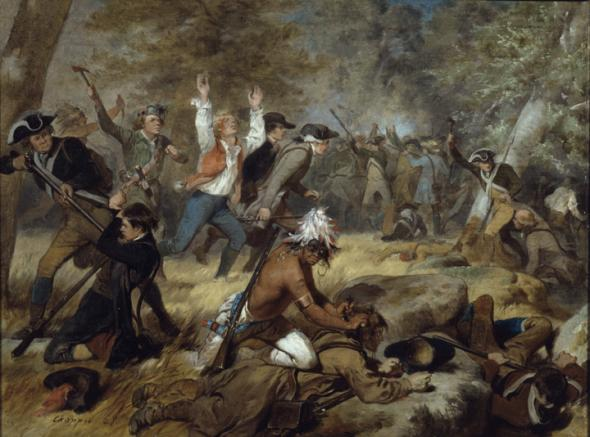
アメリカ独立戦争ワイオミングの戦い（1778）

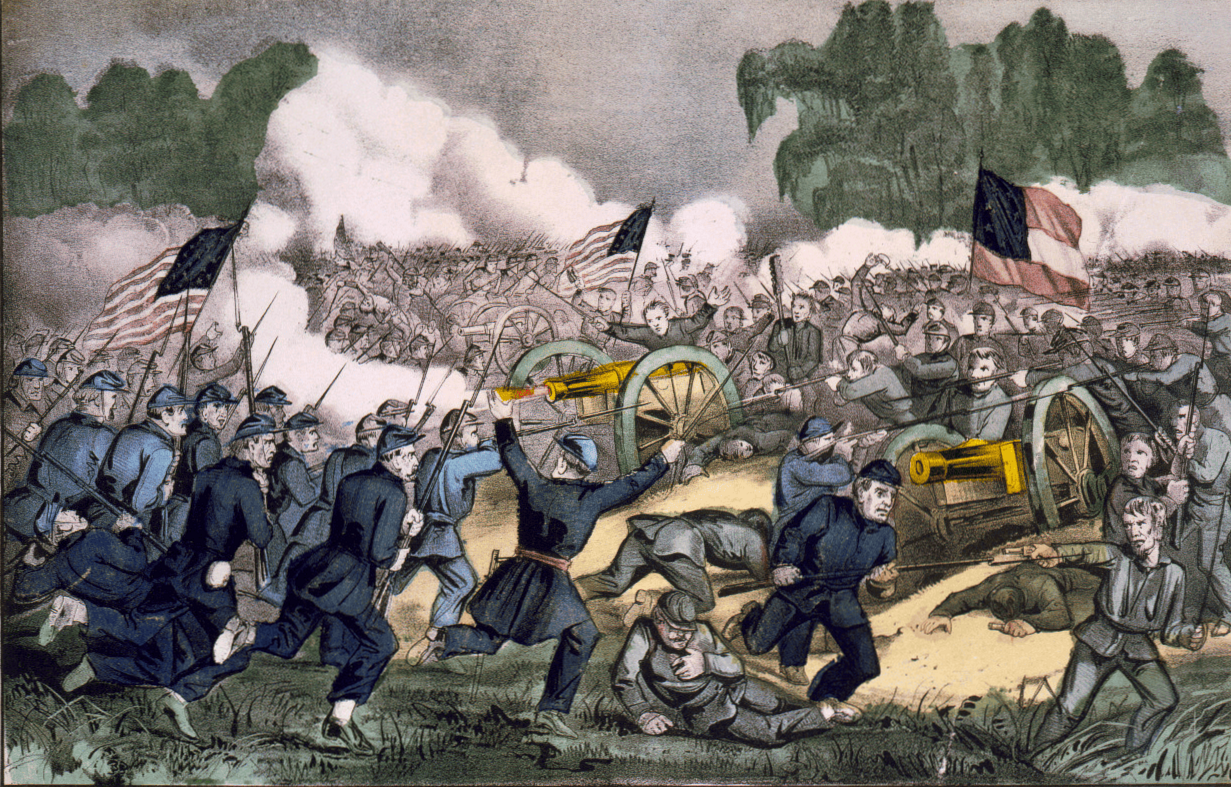
ゲティスバーグの戦い終結（1863）

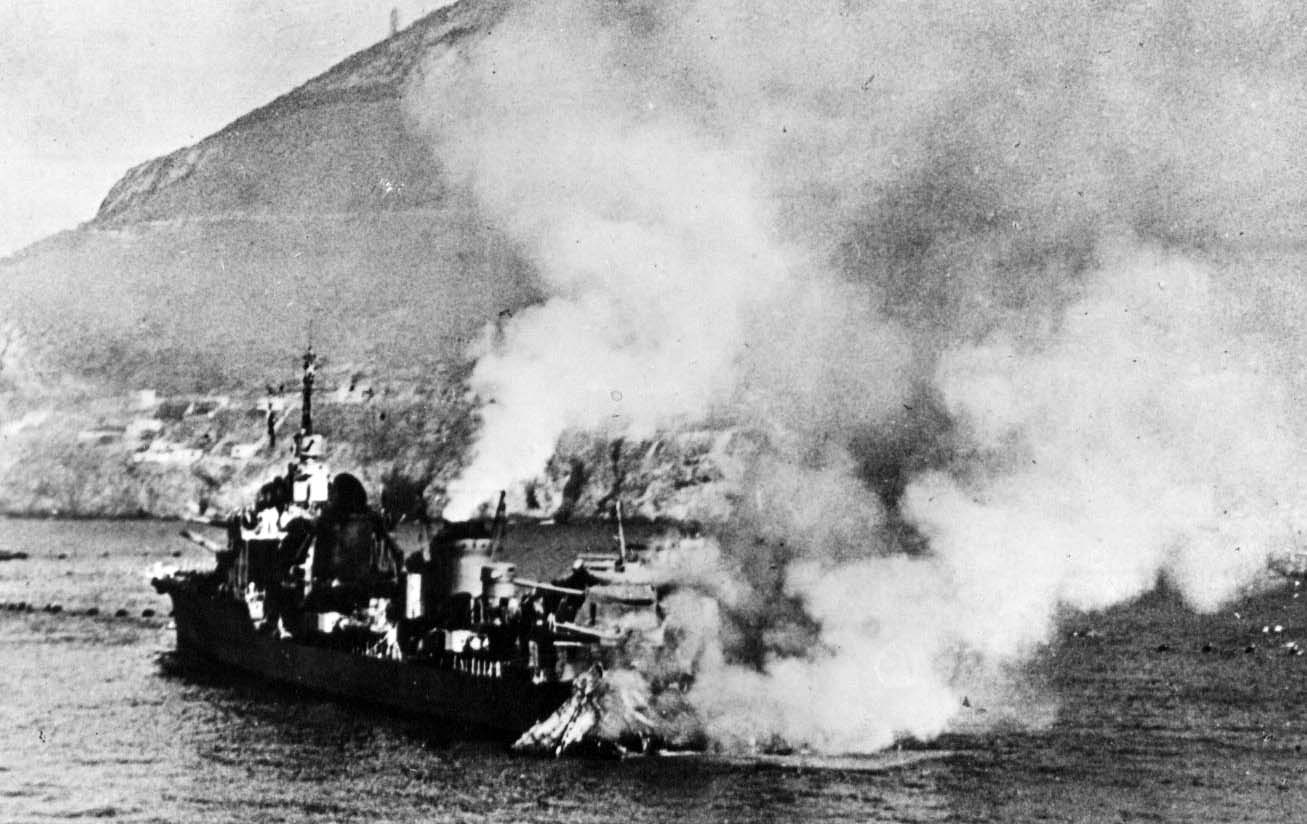
第二次世界大戦: メルセルケビール海戦（1940）

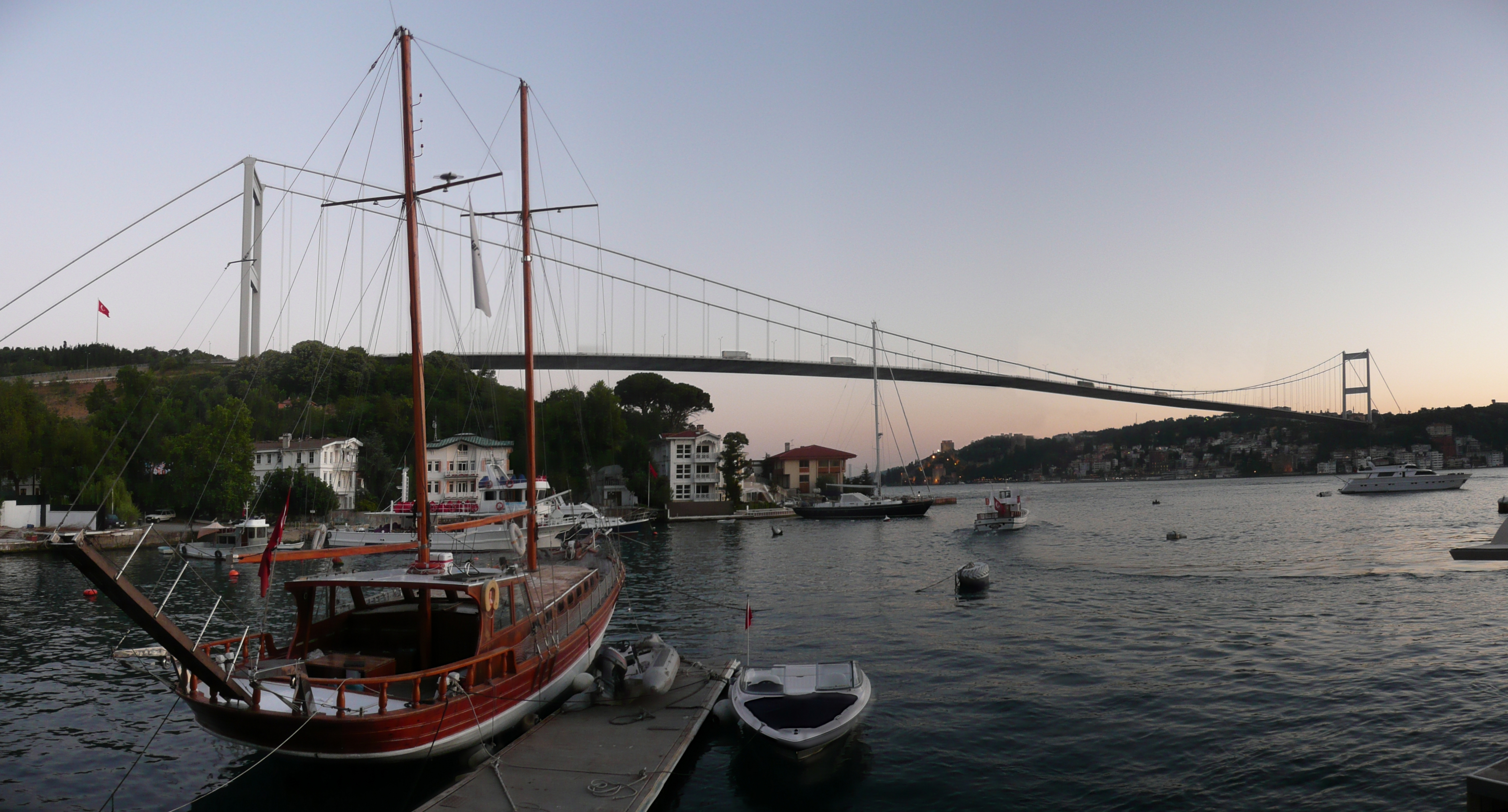
ファーティフ・スルタン・メフメト橋開通（1988）

- 324年 - アドリアノープルの戦い（英語版）。コンスタンティヌス1世がリキニウスを打ち破りビザンチウムへ追い込む。
- 822年（弘仁13年6月11日） - 延暦寺の大乗戒壇建立が勅許。
- 1035年 - ノルマン人貴族ロベール華麗公の息子ギヨームがギヨーム2世としてノルマンディー公に就任した。
- 1500年（明応9年6月7日） - 応仁の乱で中断していた祇園会の山鉾巡行が33年ぶりに復活。
- 1636年（寛永13年6月1日） - 江戸幕府が寛永通宝創鋳、浅草・芝・近江国坂本に銭座が設置。
- 1775年 - アメリカ独立戦争: ジョージ・ワシントンが大陸軍司令官に就任。
- 1778年 - アメリカ独立戦争: ワイオミングの戦い。
- 1837年（天保8年6月1日） - 生田万の乱。
- 1844年 - 清とアメリカ合衆国が望厦条約を締結。
- 1848年 - デンマーク領西インド諸島（現アメリカ領ヴァージン諸島）総督ペーター・ヴァン・ショルテン（英語版）が奴隷解放を宣言[1]。
- 1863年 - 南北戦争: ゲティスバーグの戦いが終結。
- 1866年 - 普墺戦争: ケーニヒグレーツの戦い。プロイセン軍がオーストリア軍に大勝をおさめる。
- 1880年 - 学術雑誌『サイエンス』が創刊[2]。
- 1886年 - アメリカの新聞『ニューヨーク・トリビューン』が、世界で初めてライノタイプによる組版を開始[3]。
- 1890年 - アメリカ合衆国のアイダホ準州が州に昇格し、43番目の州・アイダホ州となる。
- 1898年 - 米西戦争: サンティアゴ・デ・クーバの戦い。アメリカ海軍がスペイン艦隊を撃破しキューバ近海の制海権を獲得する。
- 1908年 - 青年トルコ人革命が始まる。
- 1912年 - 大阪市に新世界ルナパークおよび初代通天閣が開場[4]。（通天閣の日）
- 1914年 - イギリスとチベットがシムラ条約調印。
- 1916年 - 第四次日露協約調印。
- 1928年 - 全府県の警察部に特別高等課が置かれる[5]。
- 1931年 - 朝鮮排華事件:朝鮮で中国人が100名以上殺害される。
- 1934年 - 帝人事件により斎藤実内閣が総辞職[6]。
- 1935年 - 小豆島沖で「みどり丸」と「大連丸」が衝突し「みどり丸」が沈没。旅客92人及び乗組員6人が溺死し､ 旅客8人及び乗組員1人が行方不明となる[7]。
- 1936年 - 日本プロ野球リーグで読売巨人軍が初勝利。
- 1937年 - 浅草に国際劇場が開場。
- 1938年 - フォルクスワーゲン・タイプ1が発表[8]。
- 1938年 - イギリスの蒸気機関車マラードが、蒸気機関車の世界最高速度203km/hを記録。
- 1940年 - 第二次世界大戦・地中海の戦い: メルセルケビール海戦。
- 1944年 - 第二次世界大戦・バグラチオン作戦: ナチス・ドイツに占領されていたベラルーシの首都ミンスクがソ連軍により解放される。
- 1947年 - 財閥解体: GHQが三井物産・三菱商事の解散を指令。
- 1950年 - 朝鮮戦争: 緒戦の敗北の責任をとって蔡秉徳韓国軍参謀総長が解任、丁一権が後任となる。
- 1952年 - アメリカの旅客船ユナイテッド・ステーツが就役。処女航海で大西洋最速横断記録（ブルーリボン賞）を更新。
- 1953年 - オーストリアの登山家ヘルマン・ブールが、世界第9位の高峰ナンガ・パルバットに初登頂。
- 1962年 - アルジェリア戦争: アルジェリアでは、同年7月1日に実施された国民投票で90％以上が独立に賛成し、この日フランスも独立を承認し、正式にアルジェリアの独立が宣言された[9]。
- 1967年 - FM東海（TOKYO FMの前身）でFM最長番組『JET STREAM』が放送開始。
- 1969年 - ソ連でN-1ロケット2号機の打ち上げに失敗。発射台に落下し、ロケットの爆発では最大級の爆発を起こす[10]。
- 1970年 - マンチェスターからバルセロナに向かって飛行中のダン・エア・サービスのDH106 コメットがバルセロナ近郊に墜落、乗員乗客112名全員が死亡[11]。
- 1971年 - ばんだい号墜落事故。北海道横津岳に東亜国内航空（現・日本航空）のYS-11ばんだい号が墜落。
- 1976年 - イスラエル軍がウガンダのエンデベ空港を奇襲、ハイジャックされたエールフランス機の乗客を救出。
- 1976年 - 国鉄大島連絡船がこの日の運航限りで廃止。
- 1978年 - アマゾン協力条約（英語版）調印。
- 1981年 - ニューヨーク・タイムズ紙が、同性愛者から“原因不明の癌”を発見と報道。エイズの発見。
- 1985年 - 映画『バック・トゥ・ザ・フューチャー』がアメリカで劇場公開。
- 1988年 - イラン航空655便撃墜事件。アメリカ海軍のミサイル巡洋艦『ヴィンセンス』がホルムズ海峡でイラン航空のエアバスA300B2型機を撃墜、乗員乗客290名が死亡。
- 1988年 - ボスポラス海峡にかかる2つ目の橋であるファーティフ・スルタン・メフメト橋（第二ボスポラス橋）が開通[12]。
- 1996年 - 1996年ロシア大統領選挙決選投票で、現職のボリス・エリツィンが再選。
- 2003年 - 名古屋鉄道バス（現：名鉄バス）の岡崎営業所の乗務員による無免許運転隠蔽事件発生。
- 2004年 - タイ王国初の地下鉄、バンコク・メトロが開通。
- 2005年 - スペインで同性婚が法的に認められる[13]。
- 2005年 - 競馬のアメリカンオークスで、日本のシーザリオがレースレコードタイムで優勝。日本調教馬が初の米国G1レース制覇。
- 2006年 - スペイン・バレンシアで地下鉄脱線事故[14]。死者43人。
- 2006年 - 小惑星2004 XP14が地球から432,308 kmまで接近。
- 2007年 - 滝川高校いじめ自殺事件が起こる。
- 2011年 - 2011年タイ総選挙が行われる。
- 2012年 - 平成24年梅雨前線豪雨: 大分県日田市や中津市で浸水・土砂崩れ被害が相次ぐ。福岡県朝倉市では1人が死亡[15]。
- 2013年 - エジプトで、軍部によるクーデターが勃発しムハンマド・ムルシー大統領が解任された[16]。
- 2021年 - 熱海市伊豆山土石流災害。静岡県熱海市伊豆山で土石流発生。
- 2023年 - 東京都港区新橋3丁目にある雑居ビル2階で爆発事故が発生。4人が重軽傷を負った[17]。
- 2023年 - 香港警察が、香港国家安全維持法違反の疑いで、海外へ逃れた民主活動家ら8人を指名手配[18]。香港国安法施行後初めて、情報提供者に1人当たり最大で100万香港ドルの懸賞金が設けられた[19]。
- 2024年 - 日本で日本銀行券である一万円、五千円、千円の3券種が改刷。

## 誕生日

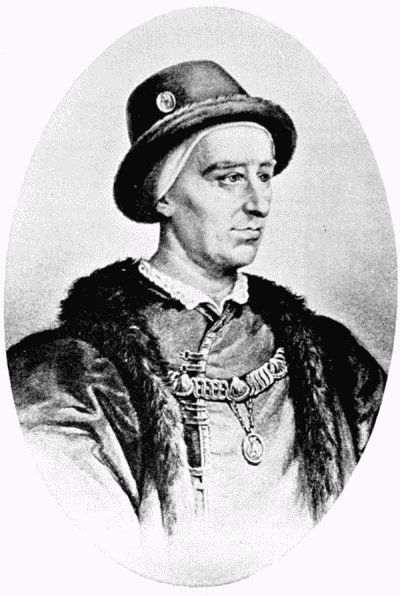
フランス王ルイ11世（1423-1483）誕生。

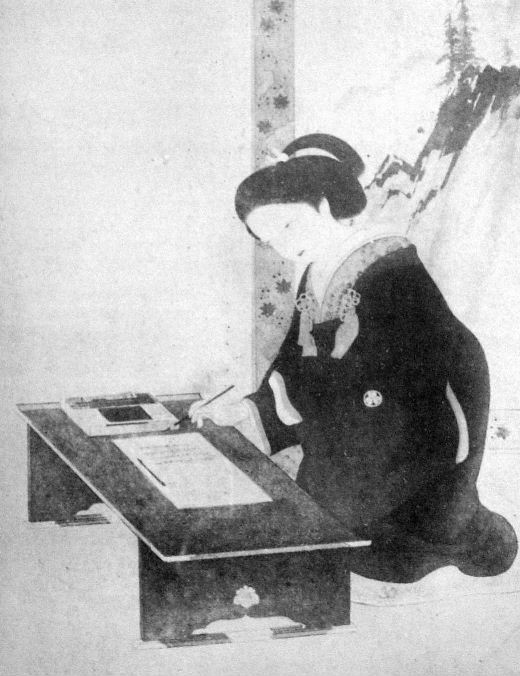
和宮親子内親王（1846-1877）誕生。後の徳川家茂の正室（公武合体）。

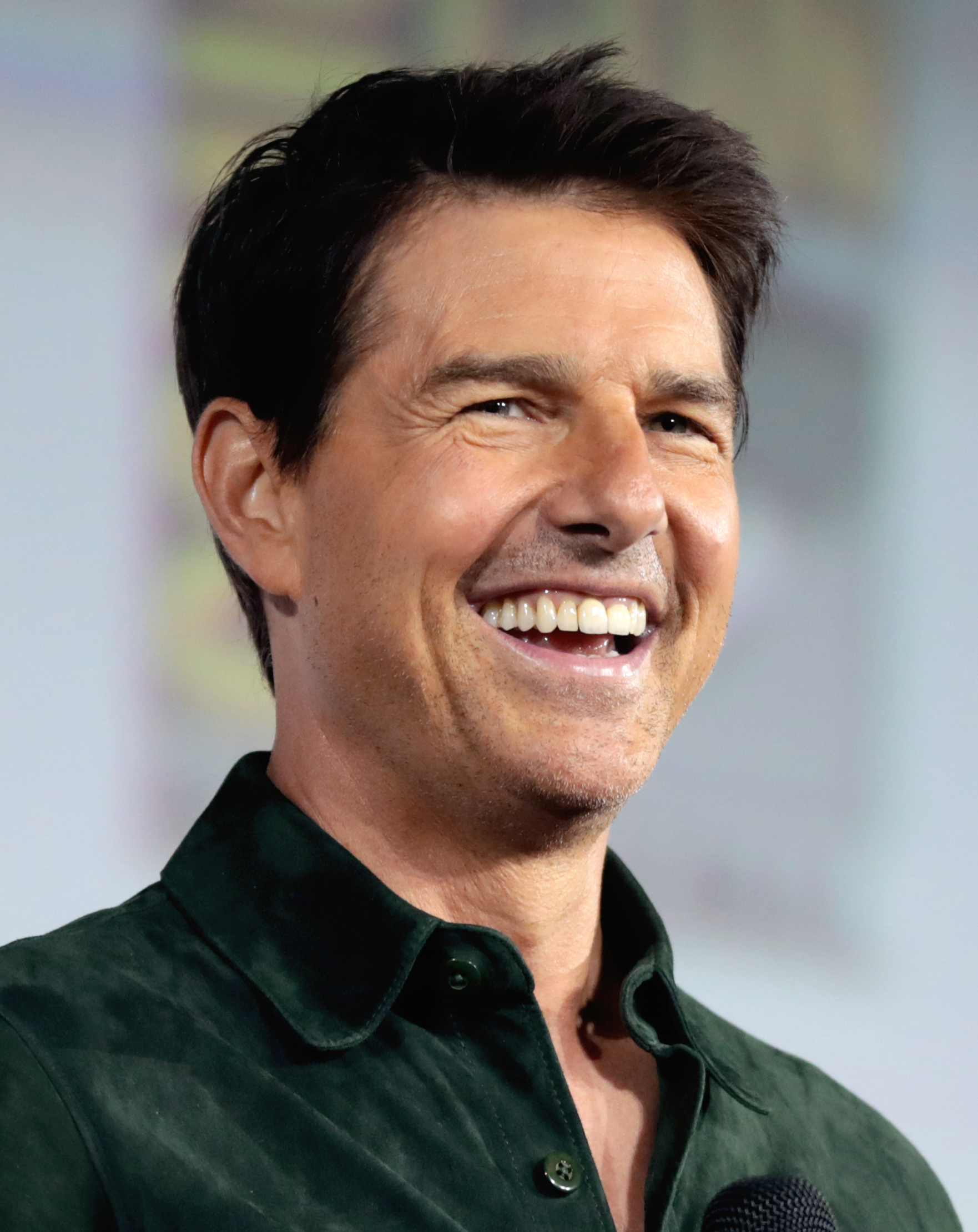
俳優トム・クルーズ（1962 -）誕生。

- 1423年 - ルイ11世、フランス王（+ 1483年）
- 1442年（嘉吉2年5月25日） - 後土御門天皇、第103代天皇（+ 1500年）
- 1641年 （寛永18年5月25日）- 相良頼喬、第3代人吉藩主 （+ 1703年）
- 1663年 （寛文3年5月28日）- 中川久通、第5代岡藩主 （+ 1710年）
- 1728年 - ロバート・アダム、建築家（+ 1792年）
- 1737年 - ジョン・シングルトン・コプリー、画家 （+ 1815年）
- 1782年 - ピエール・ベルチェ、 鉱物学者、エンジニア (+ 1816年)
- 1783年 （天明3年6月4日）- 土井利器、第6代大野藩主 （+ 1818年）
- 1814年 （文化11年5月16日）- 毛利斉広、第12代長州藩主 （+ 1837年）
- 1817年 （文化14年5月19日）- 松平信宝、第8代上山藩主 （+ 1872年）
- 1831年 （天保2年5月24日）- 酒井忠良、第7代出羽松山藩主 （+ 1884年）
- 1841年（天保12年5月15日） - 藤田伝三郎、商人、実業家、藤田財閥創始者（+ 1912年）
- 1846年（弘化3年閏5月10日） - 和宮親子内親王、孝明天皇の妹、徳川家茂の正室（+ 1877年）
- 1854年 - レオシュ・ヤナーチェク、作曲家（+ 1928年）
- 1856年 （安政3年6月2日）- 水野勝寛、第11代結城藩主 （+ 1873年）
- 1863年（文久3年5月18日） - 松井簡治、国語学者（+ 1945年）
- 1867年（慶応3年6月2日） - 石橋思案、小説家（+ 1927年）
- 1874年 - ユハン・アンデショーン、地質学者、考古学者（+ 1960年）
- 1880年 - カール・シューリヒト、指揮者（+ 1967年）
- 1883年 - フランツ・カフカ、小説家（+ 1924年）
- 1885年 - 梁田貞、教育者、作曲家（+ 1959年）
- 1886年 - 橋本忠太郎、植物学者、教師（+ 1960年）
- 1887年 - 中村彝、洋画家（+ 1924年）
- 1888年 - 村上華岳、日本画家（+ 1939年）
- 1898年 - 久板栄二郎、劇作家、脚本家（+ 1976年）
- 1900年 - 東辰三、作詞家、作曲家（+ 1950年）
- 1901年 - 菊池重三郎、作家、編集者、翻訳家（+ 1982年）
- 1902年 - 吉野秀雄、歌人（+ 1967年）
- 1911年 - 近衛敏明、俳優（+ 没年不詳）
- 1912年 - 中村三郎、元プロ野球選手（+ 没年不詳）
- 1913年 - 村上重夫、元プロ野球選手（+ 1945年）
- 1917年 - 中山正嘉、元プロ野球選手（+ 1994年）
- 1920年 - 富田朝彦、官僚、第3代宮内庁長官（+ 2003年）
- 1924年 - S・R・ナザン、シンガポール大統領（+ 2016年）
- 1929年 - 斉藤一之、高校野球指導者（+ 1989年）
- 1930年 - カルロス・クライバー、指揮者（+ 2004年）
- 1930年 - 深作欣二、映画監督（+ 2003年）
- 1932年 - 真鍋博、イラストレーター（+ 2000年）
- 1934年 - 初代引田天功、奇術師（+ 1979年）
- 1935年 - 中川隆、元プロ野球選手
- 1935年 - ハリソン・シュミット、地質学者、宇宙飛行士
- 1935年 - 三原さと志、歌手（和田弘とマヒナスターズ）（+ 2006年）
- 1935年 - 皆川睦雄、元プロ野球選手（+ 2005年）
- 1936年 - つのだじろう、漫画家
- 1936年 - 戸田奈津子、映画字幕翻訳者
- 1937年 - トム・ストッパード、劇作家、脚本家
- 1939年 - 寺本勇、元プロ野球選手、審判
- 1939年 - 迫田穆成、高校野球指導者（+ 2023年）
- 1940年 - 矢野清、元プロ野球選手（+ 2014年）
- 1942年 - 三笑亭茶楽、落語家
- 1943年 - 池乃めだか、お笑いタレント
- 1943年 - 高岡重樹、元プロ野球選手
- 1944年 - 浜中裕徳、官僚
- 1944年 - ミッシェル・ポルナレフ、シンガーソングライター
- 1944年 - 勝田紫津子、児童文学作家
- 1946年 - 岡本道雄、高校野球指導者
- 1946年 - ヤン・スエ、ボディービルダー、俳優
- 1946年 - 三遊亭若圓歌、落語家（+ 2024年）
- 1946年 - 水元尚也、実業家、元水元建設社長、オホーツクビール創業者（+ 2007年）
- 1948年 - マーク・オークランド、言語学者、クリンゴン語作者
- 1948年 - 岡村佳典、元プロ野球選手
- 1949年 - 原田眞人、映画評論家、映画監督
- 1950年 - 市川祐三、官僚
- 1950年 - ロザンナ・ザンボン、タレント
- 1951年 - 太田清春、元プロ野球選手
- 1952年 - 菅野博之、裁判官
- 1952年 - ローラ・ブラニガン、歌手（+ 2004年）
- 1953年 - 大下聡、実業家
- 1954年 - 鈴木孝政、元プロ野球選手
- 1955年 - 夏石番矢、俳人、世界俳句協会創立者
- 1955年 - マット・キーオ、元プロ野球選手（+ 2020年）
- 1955年 - イリーナ・モイセーワ、フィギュアスケート選手
- 1958年 - こなみかなた、漫画家
- 1958年 - 野添義弘、俳優
- 1958年 - 鈴木良之、防衛官僚、弁護士
- 1958年 - 鈴木寿永吉、お笑いタレント（ザ・ハンダース）
- 1959年 - 渡辺祐、エディター、ライター、ラジオパーソナリティー
- 1960年 - ジャック・ドウティー、元プロ野球選手
- 1960年 - 松本安司、元野球選手
- 1961年 - 石川浩司、ミュージシャン（元たま、パスカルズ）
- 1961年 - 薗部博之、ゲームクリエイター、馬主
- 1962年 - トム・クルーズ、俳優
- 1962年 - 保岡栄二、フリーアナウンサー
- 1963年 - 水沢めぐみ、漫画家
- 1964年 - 筒井巧、俳優、声優
- 1964年 - 桜井敏治、声優
- 1964年 - 吉田たかよし、タレント
- 1964年 - 芦田多恵、ファッションデザイナー
- 1964年 - 大久保学、元プロ野球選手
- 1965年 - 藤井誠二、ノンフィクションライター
- 1965年 - 阪田渉、内閣官房副長官補（内政担当）、国税庁長官
- 1965年 - コニー・ニールセン、女優
- 1965年 - トミー・フラナガン、俳優
- 1965年 - グレッグ・ボーン、元プロ野球選手
- 1965年 - 橋本真也、プロレスラー（+ 2005年）
- 1966年 - モイゼス・アルー、元プロ野球選手
- 1967年 - 伊藤聡子、タレント、キャスター
- 1968年 - 浅倉亜季、元アイドル歌手
- 1968年 - 呉倩蓮、俳優
- 1969年 - 林家彦いち、落語家
- 1969年 - 大久保秀昭、元プロ野球選手
- 1970年 - 岡村隆史、お笑いタレント（ナインティナイン）
- 1970年 - 志倉千代丸、作曲家
- 1970年 - ショウニー・スミス、女優
- 1970年 - 永島由子、声優
- 1971年 - 押尾健一、元プロ野球選手
- 1971年 - シェーン・デニス、元プロ野球選手
- 1972年 - 岩本守道、元プロ野球選手
- 1973年 - 森下涼子、女優
- 1973年 - パトリック・ウィルソン、俳優
- 1974年 - 川添公二、俳優、ナレーター
- 1974年 - もりたかお、俳優
- 1975年 - 堀井岳也、元サッカー選手
- 1976年 - つのだりょうこ、タレント
- 1976年 - ヴァンダレイ・シウバ、総合格闘家
- 1977年 - 勝杏里、声優
- 1978年 - 大倉智之、歌手（INSPi）
- 1978年 - 三ツ星ジョージ、ペット似顔絵師、元お笑い芸人
- 1978年 - 柳沼愛子、アナウンサー
- 1978年 - 武田和歌子、アナウンサー
- 1978年 - 江波戸邦昌、元お笑い芸人（元オテンキ）
- 1978年 - 野口みずき、元マラソン選手、2004年アテネ五輪金メダリスト
- 1978年 - フアン・リベラ、プロ野球選手
- 1979年 - 小橋めぐみ、女優、エッセイスト
- 1979年 - 片山さゆり、歌手、女優
- 1979年 - 柴橋正直、政治家、岐阜県岐阜市長
- 1979年 - 大沼幸二、元プロ野球選手
- 1979年 - 魁将龍邦昭、元大相撲力士
- 1980年 - 中嶋譲、サッカー選手
- 1980年 - 西野亮廣、絵本作家、お笑い芸人（キングコング）
- 1980年 - ローランド・スクーマン、水泳選手
- 1980年 - 山名文和、お笑い芸人（アキナ）
- 1981年 - 武田裕光、俳優
- 1981年 - 多田葵、声優
- 1981年 - 小林陽広、アナウンサー
- 1981年 - 鈴木慶太、バスケットボール選手
- 1982年 - 桂小右治、落語家
- 1982年 - 藤田一也、元プロ野球選手
- 1982年 - 山下浩宜、元プロ野球選手
- 1983年 - 森靖隆、ファッションモデル
- 1983年 - 平松大志、元サッカー選手
- 1983年 - 三角公志、元ラグビー選手
- 1983年 - 山口舞、元バレーボール選手
- 1983年 - エディンソン・ボルケス、プロ野球選手
- 1984年 - 花村怜美、声優
- 1984年 - 川奈ゆう、タレント、元グラビアアイドル
- 1984年 - 岡田真由香、グラビアアイドル、元AV女優
- 1984年 - 松本哲也、元プロ野球選手
- 1984年 - 鈴木将太、元サッカー選手
- 1985年 - 大蔵淳子、女優
- 1985年 - 小林賢司、元プロ野球選手
- 1985年 - 南圭介、俳優
- 1985年 - グレッグ・レイノルズ、元プロ野球選手
- 1986年 - 稀勢の里寛、大相撲第72代横綱、年寄13代二所ノ関
- 1986年 - 深澤ゆうき、元グラビアアイドル、元モデル、元タレント
- 1986年 - オラ・トイヴォネン、元サッカー選手
- 1986年 - オスカル・ウスタリ、サッカー選手
- 1987年 - セバスチャン・ベッテル、F1ドライバー
- 1987年 - 原幹恵、女優、タレント
- 1987年 - ケイシー・コールマン、プロ野球選手
- 1987年 - ヤンガービス・ソラーテ、プロ野球選手
- 1988年 - 山内あいな、モデル、歌手（Silent Siren）
- 1988年 - 高橋直大、競技プログラマ、実業家
- 1988年 - チェ・ミョンホ、サッカー選手
- 1988年 - ミゲル・アンヘル・ロペス、陸上競技選手
- 1989年 - 賀来賢人、俳優
- 1989年 - 岡崎体育、シンガーソングライター
- 1989年 - 成田修造、起業家
- 1989年 - 川口満里奈、アナウンサー
- 1989年 - 田中広輔、プロ野球選手
- 1989年 - 井上晴哉、元プロ野球選手
- 1900年 - 澤村小夜子、ドラマー、ミュージシャン（ねごと）
- 1990年 - 玉井伸、囲碁棋士
- 1990年 - 伊藤涼太、ゴルファー
- 1990年 - 岩坂名奈、バレーボール選手
- 1990年 - 渋谷悠佑、元放送作家
- 1991年 - 板野友美、タレント、アイドル（元AKB48）
- 1991年 - しんぷる内藤、お笑い芸人
- 1991年 - 杉山拓也、ハンドボール選手
- 1991年 - アナスタシア・パブリュチェンコワ、テニス選手
- 1992年 - 須藤茉麻、歌手（Berryz工房）
- 1992年 - 立花裕大、俳優
- 1992年 - 金城茉里奈、アナウンサー
- 1993年 - ケレム・デミルバイ、サッカー選手
- 1994年 - 萌江、シンガーソングライター
- 1995年 - 三宅亮輔、俳優、モデル
- 1995年 - 石井咲希、サッカー選手
- 1995年 - 鈴木国友、サッカー選手
- 1995年 - 汰木康也、サッカー選手
- 1995年 - 新城雄大、自転車ロードレース選手
- 1996年 - 赤枝里々奈、アイドル（元SKE48）
- 1996年 - コディ・ホイヤー、プロ野球選手
- 1996年 - 藤原聖侑、声優
- 1997年 - 石塚汐花、女優、アイドル
- 1997年 - 仲川瑠夏、アイドル （FRUITS ZIPPER）
- 1997年 - 藤原菜々花、アナウンサー
- 1997年 - 三浦成美、サッカー選手
- 1998年 - ペドロ・ピケ、レーシングドライバー
- 1999年 - 夢見るぅ、AV女優、元グラビアアイドル
- 1999年 - Gen、YouTuber（Genの炊事場）
- 2000年 - ミッケル・ダムスゴー、サッカー選手
- 2000年 - 白浜のぞみ、AV女優
- 2002年 - 藤本理子、タレント
- 2004年 - 花田優里音、女優
- 2005年 - 中澤恒貴、プロ野球選手
- 2009年 - 白潤音（中国語版）、俳優
- 生年不詳 - 朝倉栄介、声優
- 生年不詳 - 高橋はぢめ、声優
- 生年不詳 - 七海乃麻、声優

## 忌日

### 人物

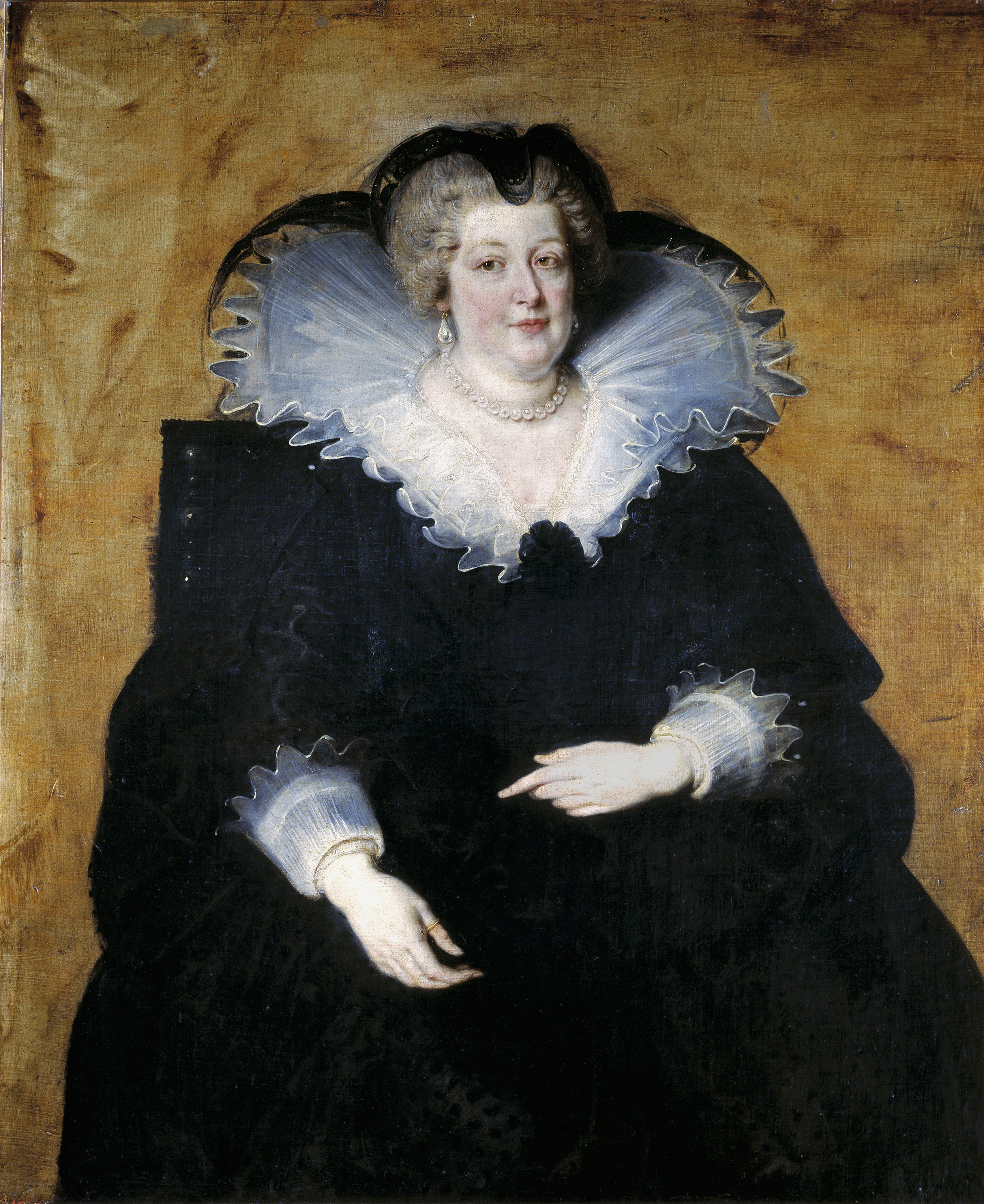
ルイ13世の母、マリー・ド・メディシス(1575-1642)没。画像はルーベンス画(1622)

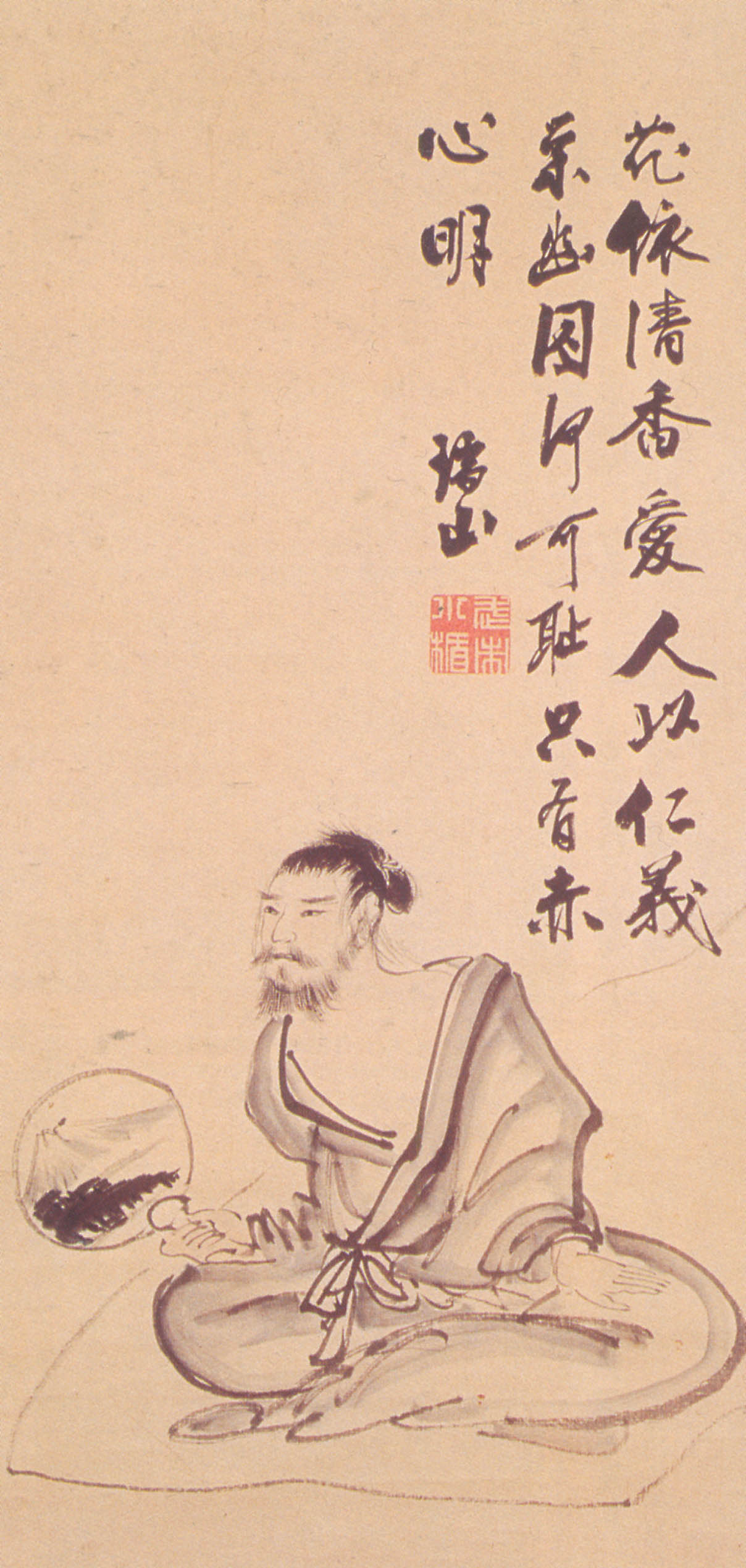
土佐勤王党の盟主武市瑞山（1829-1865）切腹。

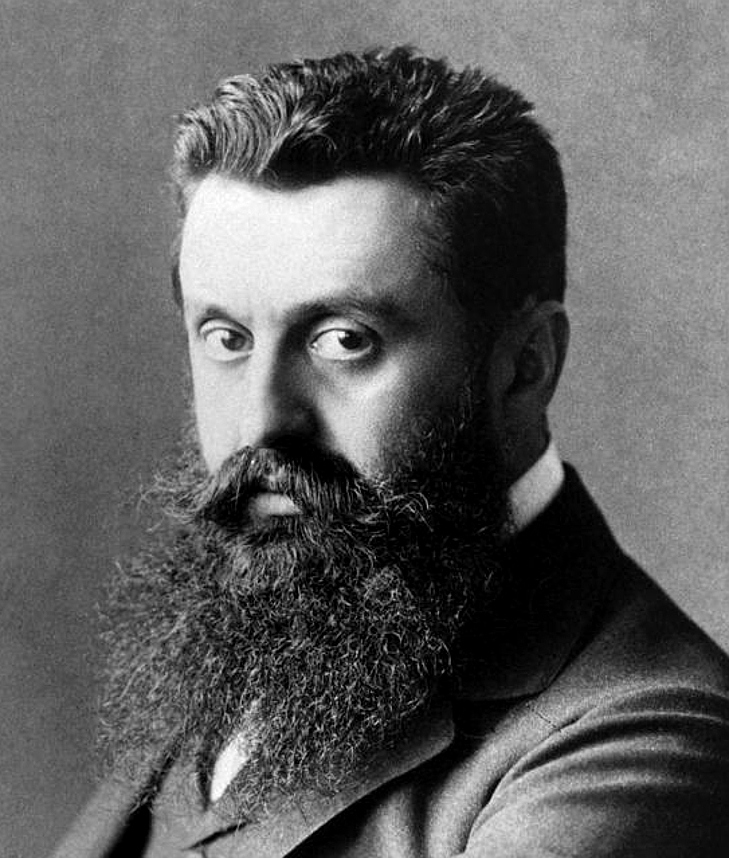
シオニズムの運動家テオドール・ヘルツル（1860-1904）没。

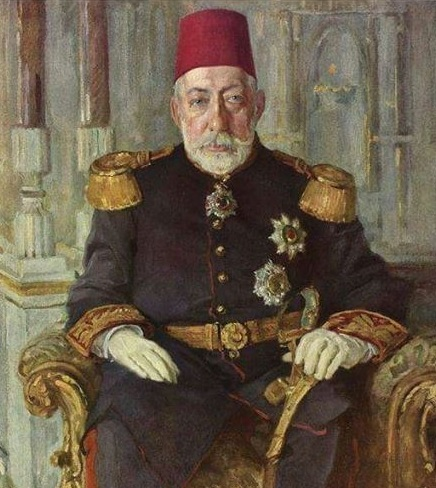
オスマン帝国第35代皇帝メフメト5世（1844-1918）没。

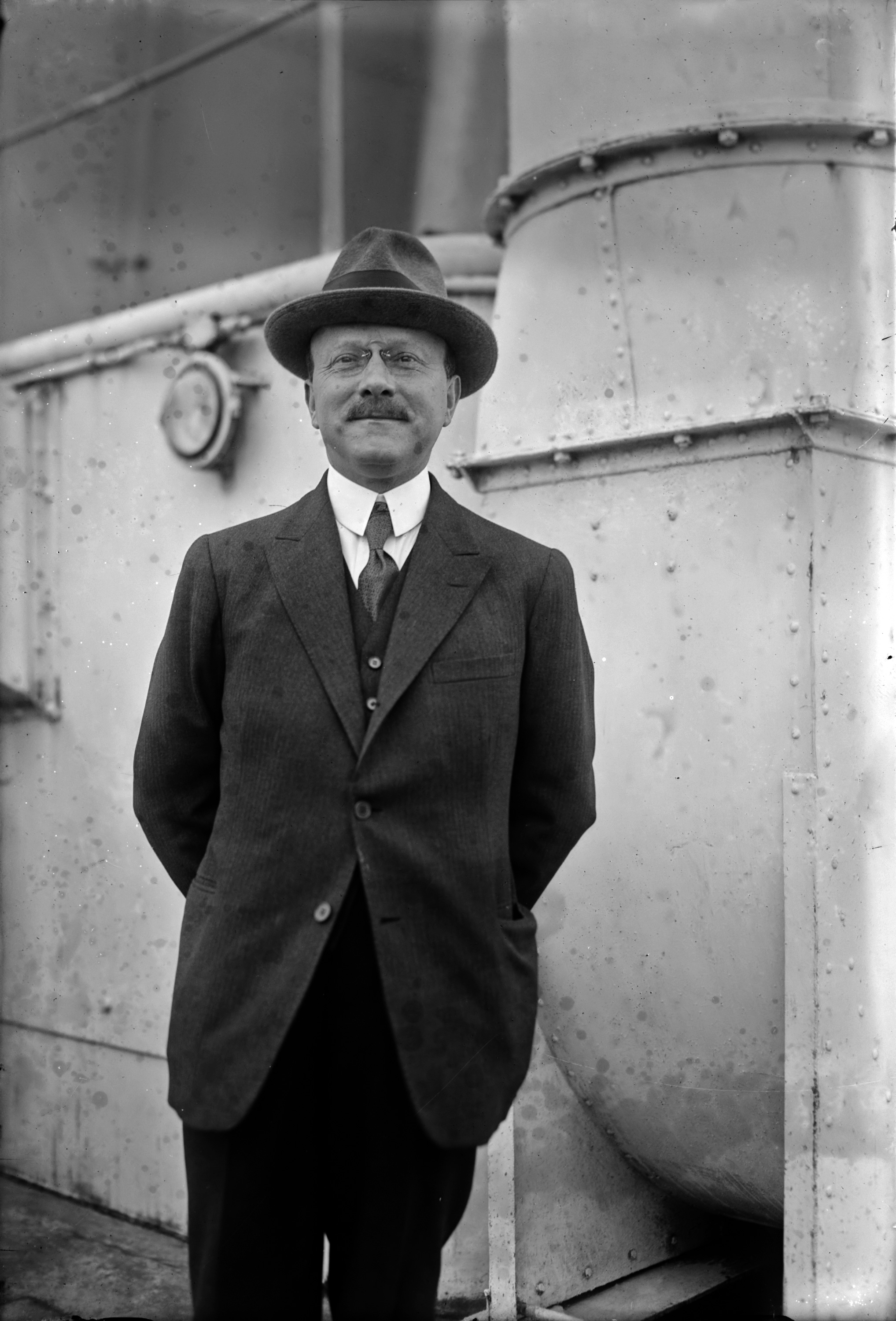
シトロエンの創業者アンドレ・シトロエン（1878-1935）没。

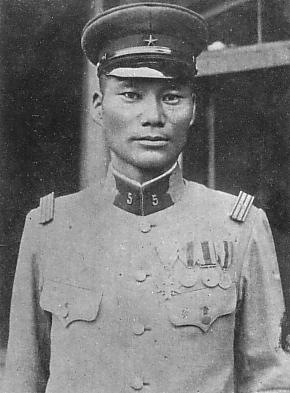
相沢事件を起こした陸軍軍人相沢三郎（1889-1936）銃殺。

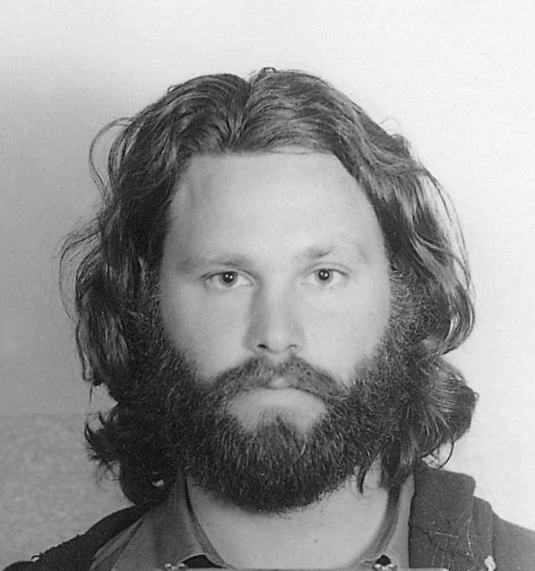
ザ・ドアーズのボーカル、ジム・モリソン（1943-1971）没。

- 1090年 - エクベルト2世、マイセン辺境伯（* 1059年頃）
- 1275年（建治元年6月9日） - 九条忠家、鎌倉時代の公卿（* 1229年）
- 1486年（文明18年6月2日） - 雪江宗深、臨済宗の僧（* 1408年）
- 1614年（慶長19年5月26日） - 松浦鎮信、初代平戸藩主（* 1549年）
- 1642年 - マリー・ド・メディシス、フランス王アンリ4世の妃（* 1573年）
- 1672年 - フランシス・ウィラビイ、博物学者、鳥類学者、魚類学者（* 1635年）
- 1704年（宝永元年6月2日）- 上杉綱憲、第4代米沢藩主（* 1663年）
- 1731年（享保16年5月29日） - 亀井茲親、第3代津和野藩主（* 1669年）
- 1753年（宝暦3年6月3日） - 閑院宮直仁親王、江戸時代の皇族（* 1704年）
- 1756年 - ジャンバティスタ・ノリ（英語版）、建築家、測量士（* 1701年）
- 1778年 - アンナ・マリア・モーツァルト、作曲家ヴォルフガング・アマデウス・モーツァルトの母（* 1720年）
- 1795年 - アントニオ・デ・ウジョーア、探検家、天文学者（* 1716年）
- 1837年（天保8年6月1日） - 生田万、国学者（* 1801年）
- 1856年（安政3年6月2日）- 戸田忠明、第5代宇都宮藩主（* 1839年）
- 1857年 - アンナ・ラッセル、第7代ベッドフォード公爵フランシス・ラッセル夫人（* 1783年）
- 1865年（慶応元年閏5月11日） - 武市瑞山、土佐勤王党盟主（* 1829年）
- 1865年（慶応元年閏5月11日） - 岡田以蔵、江戸時代末期の土佐藩郷士（* 1838年）
- 1887年 - クレー・アリソン、西部開拓時代の無法者（* 1840年）
- 1904年 - テオドール・ヘルツル、シオニズム運動指導者（* 1860年）
- 1906年 - 中村覚之助、サッカー紹介者（* 1878年）
- 1908年 - ジョーエル・チャンドラー・ハリス、ジャーナリスト（* 1848年）
- 1910年 - 徳川昭武、第11代水戸藩主（* 1853年）
- 1914年 - ヘンリー・デニソン、外交官、お雇い外国人（* 1846年）
- 1916年 - ヘティ・グリーン、実業家、投資家（* 1834年）
- 1918年 - メフメト5世、第35代オスマン帝国スルタン（* 1844年）
- 1919年 - トーマス・ミリー・ダウ、画家（* 1848年）
- 1929年 - パスカル・ダニャン＝ブーベレ、画家（* 1852年）
- 1934年 - ハインリヒ・ツー・メクレンブルク、オランダ女王ウィルヘルミナの王配（* 1876年）
- 1934年 - ハリス・ライアン、電子工学研究者（* 1866年）
- 1935年 - アンドレ・シトロエン、実業家、シトロエン社創業者（* 1878年）
- 1936年 - 相沢三郎、日本陸軍の中佐（* 1889年）
- 1937年 - ヤコブ・シック（英語版）、実業家、マガジン式連続充填型カミソリ発明者、シック創業者（* 1877年）
- 1939年 - 喜田貞吉、歴史学者（* 1871年）
- 1944年 - 西川博夫、野球選手（* 1918年）
- 1957年 - ドルフ・ルケ、元プロ野球選手（* 1890年）
- 1958年 - 入間野武雄、官僚、帝国銀行2代目頭取、元日本専売公社総裁（* 1890年）
- 1962年 - 小川菊松、出版人、誠文堂新光社創業者（* 1888年）
- 1965年 - 岸井明、コメディアン、俳優、歌手（* 1910年）
- 1969年 - ブライアン・ジョーンズ、ミュージシャン（* 1942年）
- 1971年 - ジム・モリソン、ロック・ミュージシャン（* 1943年）
- 1971年 - 柏谷富衛、競走馬調教師（* 1916年）
- 1973年 - カレル・アンチェル、指揮者（* 1908年）
- 1975年 - 前田陳爾、囲碁棋士（* 1907年）
- 1979年 - ルイ・デュレ、作曲家（* 1888年）
- 1984年 - 平井道子、女優、声優（* 1935年）
- 1988年 - 井手俊郎、脚本家（* 1910年）
- 1993年 - 加藤楸邨、俳人（* 1905年）
- 1993年 - 吉田忠雄、実業家、YKK創業者（* 1908年）
- 1993年 - ドン・ドライスデール、元プロ野球選手（* 1936年）
- 1994年 - ペティ・サロン、プロボクサー（* 1906年）
- 1994年 - ルー・ホード、テニス選手（* 1934年）
- 1995年 - 橘右近、落語家（* 1903年）
- 1995年 - パンチョ・ゴンザレス、テニス選手（* 1928年）
- 1996年 - 倉成正、政治家、第109代外務大臣、第25・28代経済企画庁長官（* 1918年）
- 1998年 - ジョージ・ロイド、作曲家（* 1913年）
- 1999年 - 土家由岐雄、児童文学作家（* 1904年）
- 2000年 - ジョン・ヘイダック、建築家、芸術家、教育者（* 1929年）
- 2002年 - ミシェル・アンリ、思想家（* 1922年）
- 2003年 - ユーリ・シチェコチヒン、ジャーナリスト（* 1950年）
- 2004年 - 鈴木治雄、実業家、元昭和電工社長（* 1913年）
- 2004年 - アンドリアン・ニコラエフ、宇宙飛行士（* 1929年）
- 2005年 - 重高小八、スーパーセンテナリアン（* 1895年）
- 2005年 - 増山元三郎、数理統計学者（* 1912年）
- 2005年 - ロバート・ハインデル、画家（* 1938年）
- 2006年 - 戸崎誠喜、実業家（* 1910年）
- 2006年 - 池田修一、将棋棋士（* 1945年）
- 2007年 - ブーツ・ランドルフ、サクソフォーン奏者（* 1927年）
- 2008年 - 山本重信、海軍軍人、官僚、元通商産業省事務次官、実業家、元日野自動車工業会長（* 1916年）
- 2008年 - 松野春樹、官僚、元郵政事務次官（* 1937年）
- 2009年 - 志水一夫、作家、科学解説家、超常現象研究家、と学会物故会員（* 1954年）
- 2010年 - 梅棹忠夫、生態学者、民族学者、国立民族学博物館名誉教授、総合研究大学院大学名誉教授、京都大学名誉教授（* 1920年）
- 2010年 - カルロ・アイモニーノ、建築家、都市計画家（* 1926年）
- 2010年 - 後藤竜二、児童文学作家（* 1943年）
- 2010年 - 保谷俊夫、元プロ野球選手（* 1948年）
- 2010年 - 小野学、元スキージャンプ選手、スキージャンプ指導者（* 1950年）
- 2011年 - 天尾完次、映画プロデューサー（* 1933年）
- 2012年 - 岩田孝八、実業家、長崎屋創業者（* 1922年）
- 2012年 - アンディ・グリフィス、俳優、歌手、作家（* 1926年）
- 2013年 - 村岡三郎、彫刻家（* 1928年）
- 2013年 - 倉島今朝徳、元プロ野球選手（* 1940年）
- 2014年 - 関楠生、ドイツ文学者、超常現象研究者、東京大学・獨協大学名誉教授（* 1924年）
- 2014年 - 春一番、お笑いタレント（* 1966年）
- 2015年 - 高橋清、政治家、元神奈川県川崎市長（* 1925年）
- 2015年 - 綿貫譲治、政治学者、社会学者、上智大学名誉教授（* 1931年）
- 2015年 - 小林元、政治家（* 1932年）
- 2015年 - 中邨秀雄、芸能プロモーター、元吉本興業社長（* 1932年）
- 2015年 - 北沢洋子、国際問題評論家（* 1933年）
- 2016年 - 茅野良男、哲学者、大阪大学名誉教授（* 1925年）
- 2016年 - 藤倉肇、政治家、元北海道夕張市長（* 1941年）
- 2016年 - 吉良知彦、ミュージシャン（ZABADAK）（* 1959年）
- 2017年 - パオロ・ヴィラッジョ、俳優（* 1932年）
- 2017年 - スペンサー・ジョンソン（英語版）、心理学者、作家（* 1938年）
- 2017年 - 樋口晶之、ドラマー（* 1954年）
- 2018年 - ブラッドフォード・A・スミス、天文学者（* 1931年）
- 2018年 - 佐藤タカヒロ、漫画家（* 1976年）
- 2019年 - 李心田、小説家（* 1929年）
- 2019年 - 伊藤光夫、スズキの社員ライダー、マン島TTレース優勝者（* 1937年）
- 2019年 - コルド・アギーレ、サッカー選手、指導者（* 1939年）
- 2019年 - ペロ・アグアヨ、プロレスラー（* 1946年）
- 2020年 - 島野喜三、実業家、島野工業（現シマノ）第4代社長、元自転車協会理事長（* 1934年）
- 2020年 - 渡辺典子、声優（* 1934年）
- 2020年 - 松尾聰、実業家、元カルビー社長、元グリーン・ファミリー代表理事（* 1935年）
- 2020年 - サロージ・カーン、振付師（* 1948年）
- 2021年 - 何康、政治家（* 1923年）
- 2021年 - 東山健吾、美術史家、、成城大学名誉教授（* 1931年）
- 2022年 - ロバート・カール、化学者、ライス大学名誉教授、ノーベル化学賞受賞者（* 1933年）
- 2022年 - 小柳玲子、詩人（* 1935年）
- 2022年 - 倪匡、小説家、脚本家（* 1935年）
- 2023年 - 閻明復、政治家（* 1931年）
- 2024年 - ローラン・デュマ、弁護士、政治家、元フランス外務大臣（* 1922年）
- 2024年 - マッキム・マリオット、人類学者、シカゴ大学名誉教授（* 1924年）
- 2024年 - 市村真一、経済学者、京都大学名誉教授、大阪国際大学名誉教授（* 1925年）
- 2024年 - マーゴ・マクドナルド、アルペンスキーヤー（* 1942年）
- 2024年 - 山本眞理、人権活動家（* 1953年）
- 2025年 - マイケル・マドセン、俳優（* 1957年）
- 2025年- デイヴィッド・マブザ、教員、労働運動家、人権活動家、政治家、元南アフリカ共和国副大統領、元ムプマランガ州知事（* 1960年）
- 2025年 - ピーター・ルファイ、プロサッカー選手（* 1963年）
- 2025年 - 遠野なぎこ、女優（* 1979年）[20]
- 2025年 - ディオゴ・ジョッタ 、サッカー選手 （* 1996年）

### 人物以外（動物など）
- 2000年 - カツラギエース、競走馬（* 1980年）
- 2010年 - オグリキャップ、競走馬（* 1985年）

## 記念日・年中行事

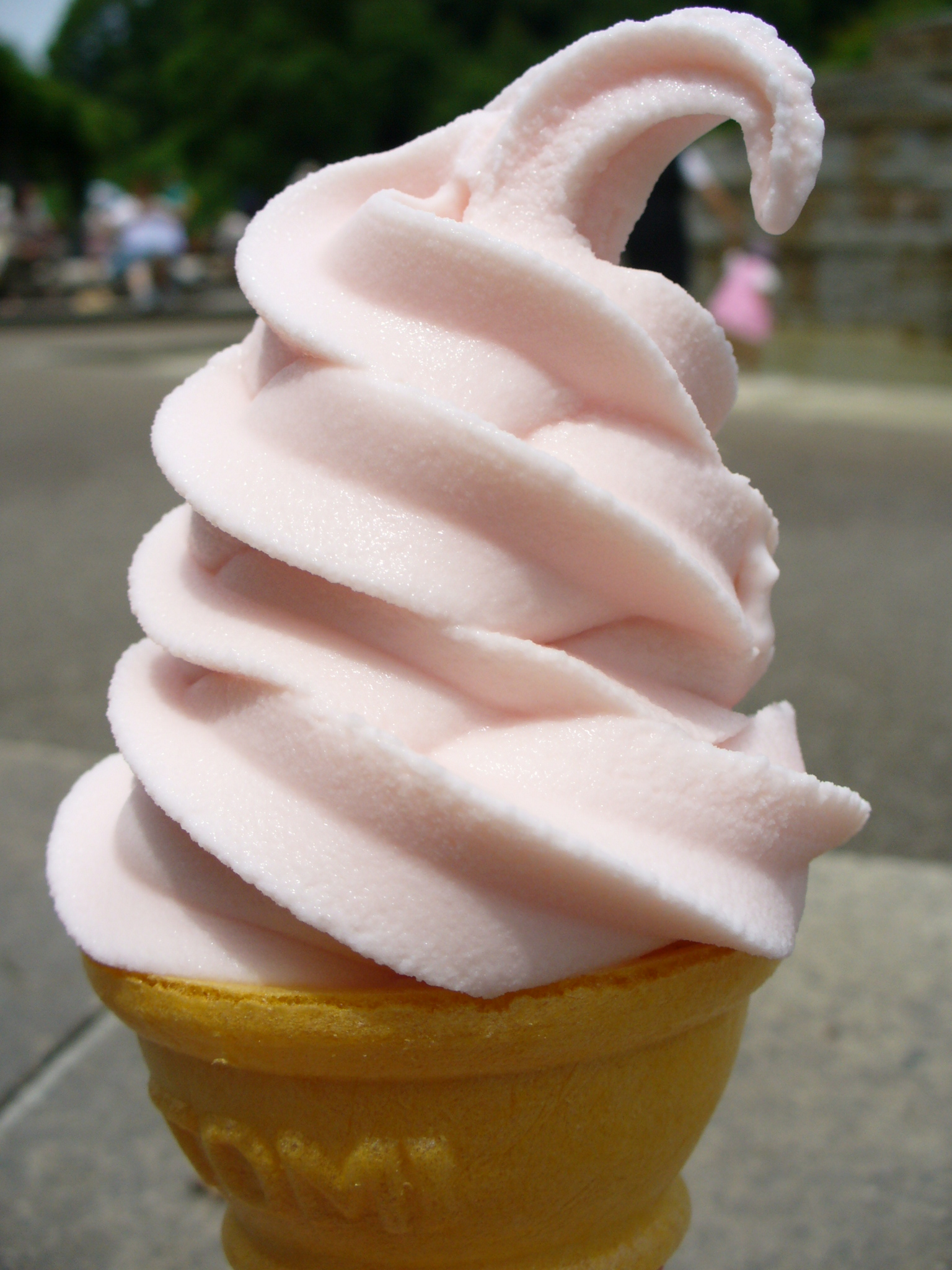
ソフトクリームの日

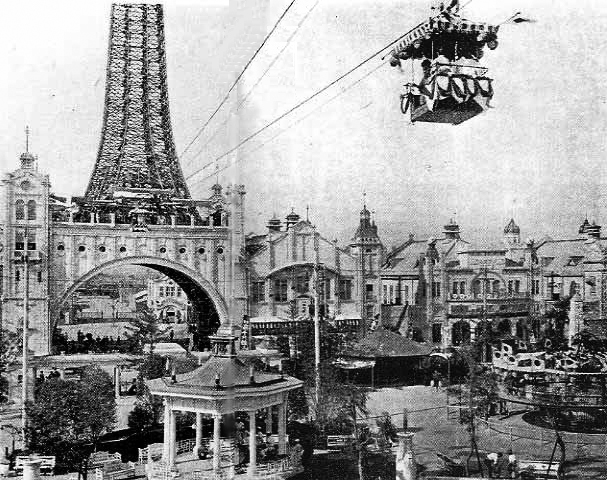
大阪市で新世界ルナパークおよび初代通天閣開場（1912）

- 独立記念日（ ベラルーシ）
1944年のこの日、ナチス・ドイツに占領されていた当時の白ロシア共和国の首都ミンスクがソ連軍により解放されたことを記念。1995年までは、1990年に共和国主権宣言をした7月27日を独立記念日としていたが、1996年の国民投票により変更された。
- ソフトクリームの日（ 日本）
1951年のこの日、明治神宮外苑で行われた米軍主催のアメリカ独立記念日を祝うカーニバルの模擬店で日本で初めてコーンスタイルのソフトクリームが販売された。このことを記念し、1990年に日本ソフトクリーム協議会が制定[21]。
- 通天閣の日（ 日本）
1912年のこの日、大阪市浪速区に通天閣が完成した。その後、第二次大戦中に金属回収のため撤去されたが、1956年に現在の通天閣が再建された[22]。
- 波の日（ 日本）
福井県あわら市に本社を置くファーストトレード株式会社が制定。日付は「な(7)み(3)」の語呂合わせ[23]。
- 栃木市渡良瀬遊水地ラムサール条約登録記念日（ 日本）
2012年7月6日から13日にルーマニアのブカレストで開催されたラムサール条約第 11 回締約 国会議（COP11）において、登録認定証が授与され、7月3日付で登録簿に掲載されたことを記念[24]。2015年に記念日を設けた。
- オロナミンCの日（ 日本）
オロナミンCを販売する大塚製薬株式会社が制定。日付は「オロナ(7)ミ(3)ンC」の語呂合わせ[25]。